# Lange Horstberge

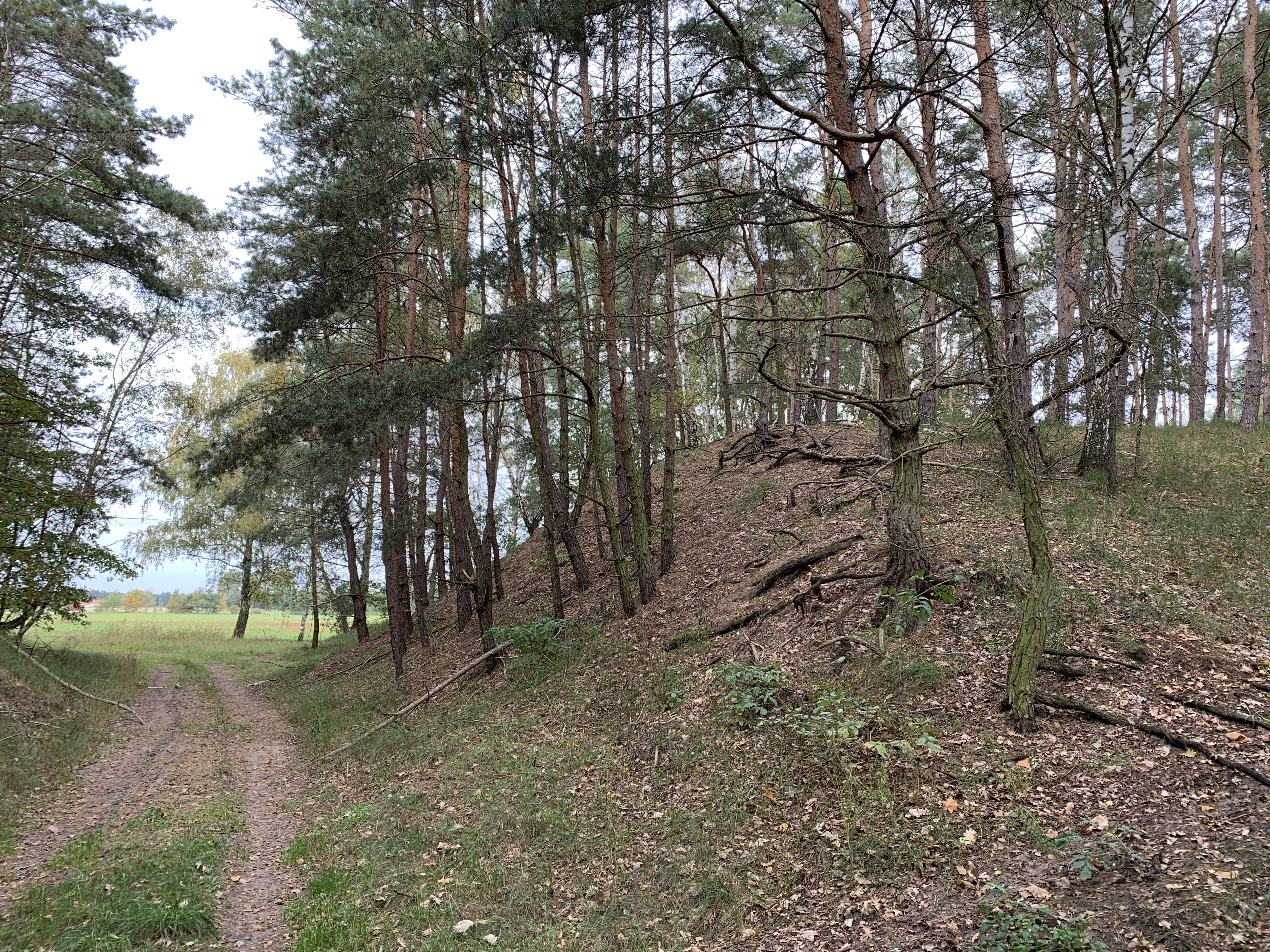
Lange Horstberge, Strichdüne im Landkreis Teltow-Fläming in Brandenburg

Die Langen Horstberge (auch Langer Horst oder Lange-Horstberge genannt) ist eine rund 10 km lange und 100 m bis 200 m breite sowie bis zu acht Meter hohe Strichdüne im Baruther Urstromtal in Brandenburg.

## Lage
Die Binnendüne liegt auf der Gemarkung des Landkreises Teltow-Fläming im Baruther Urstromtal. Sie beginnt im Westen in einem Waldstück, dass sich rund 1,9 km südwestlich des Nuthe-Urstromtaler Ortsteils Dümde befindet. Von dort verläuft die Düne in westlicher Richtung durch die Flemmingwiesen, südlich des Baruther Wohnplatzes Horstmühle bis zum Bombachhaus, einem weiteren Wohnplatz von Baruth/Mark. Daran grenzt nach Osten hin das Naturschutzgebiet Schöbendorfer Busch an.
Südlich fließen mehrere Meliorationsgräben entlang, darunter der Horstgraben Horstwalde sowie der Biebergraben. Rund 2,6 km östlich von Dümde entwässert zusätzlich der Graben 048.3 in das nördlich verlaufende Hammerfließ. Die Lange Horstberge wird durch einen Wanderweg des FlämingWalk, den Flemmingwiesenweg erschlossen.